# لا مالبيا (كيبك)
لا مالبيا (بالإنجليزية: La Malbaie)‏ هي بلدية محلية في كيبيك تقع في كندا في Charlevoix-Est Regional County Municipality. يقدر عدد سكانها بـ 8,862 نسمة ومساحتها 695.90 كم2 .